# تيم مور
تيم مور (بالإنجليزية: Tim Moore)‏ هو ممثل أمريكي، ولد في 9 ديسمبر 1887 في الولايات المتحدة، وتوفي في 13 ديسمبر 1958 بلوس أنجلوس في الولايات المتحدة.

## وصلات خارجية
- تيم مور على موقع IMDb (الإنجليزية)
- تيم مور على موقع قاعدة بيانات برودواي على الإنترنت (الإنجليزية)
- تيم مور على موقع قاعدة بيانات الفيلم (الإنجليزية)